# Juan Pablo Buscarini
Juan Pablo Buscarini (1962, Rosario) es un director y productor de cine argentino. También destacado como guionista y creador de series de ficción de trascendencia internacional. Es conocido principalmente por su película El Ratón Pérez, que obtuvo un premio Goya en 2006 y por la coproducción internacional El inventor de juegos/The Games Maker, de la cual es director y guionista, por ser el  creador y show-runner de la serie de ficción El grito de las Mariposas y por ser productor de exitosas películas como Un cuento chino, Patoruzito, Nieve negra y Kóblic entre muchas otras.

## Biografía
Graduado con un “Master of Arts in Image Synthesis and Computer Animation”, en la Universidad de Middlesex, UK (1993). Trabajó en Francia, España e Inglaterra en el campo de las nuevas tecnologías de la imagen. De regreso a Argentina, tras un exitoso período junto a Carlos Sorín (1994-1997), realizando comerciales para las más importantes marcas internacionales, desarrolló en Buenos Aires su carrera como director y productor de contenidos.
En  PATAGONIK FILM GROUP entre 1997 y 2006, y luego en PAMPA FILMS, productora de la que es socio fundador, y que ha sido artífice de películas y series de gran trascendencia. En su rol de productor suma más de treinta largometrajes entre los que  se destacan  Un cuento chino (Premio Goya 2012 a la Mejor Película Iberoamericana), La señal, La leyenda, Peter Capusotto y sus tres dimensiones, Kóblic, Nieve negra y No dormirás, Joel y Un crimen argentino y la exitosa serie de TV Monzón.
Como director, Juan Pablo Buscarini cuenta con siete largometrajes: “Condor Crux” (2000), la coproducción argentino-española «El Ratón Pérez» (2006), film ganador en España del Premio Goya (2007), “El Arca” (2007), el film de aventuras “The Games Maker” (aka “El inventor de juegos”-2014), “Tini, el gran cambio de Violetta” (2016),  producción de The Walt Disney Co., “No se si he sido claro” (2017) cortometraje que integra la película de tributo a Fontanarrosa titulada “Lo que se dice un ídolo”, y “La gran aventura de los Lunnis” (2019) producida por RTVE.
Como  director ha obtenido un premio Goya en 2007 (“El Ratón Pérez”) y tres Condor de Plata (de la Asoc. de Críticos de la Argentina) por “Condor Crux” (2000), “El Ratón Pérez (2006) y “El arca” (2007), y “The Games Maker” fue seleccionada en más de diez festivales internacionales de primera línea, entre los que se destacan Sundance, Munich, Valladolid, Seattle, y obtuvo el Gran Premio del público en el Festival de Estocolmo y el Premio del Jurado en el Festival de Christiansand (Noruega) además once nominaciones en los premios Sur 2015 (Academia de Cine de la Argentina) de los que obtuvo tres premios en las categorías Dir. de Arte, Diseño de Vestuario y Diseño de Maquillaje. Como productor ha recibido otros dos premios Goya: en 2012 por “Un cuento chino”, película que consiguió tanto el Gran Premio del Jurado como el Premio del Público en el Festival de Roma del 2011 y por “La Gallina Turuleca”, como mejor película animada 2020.
Es  creador y show-runner de la ambiciosa serie de ficción “El Grito de las Mariposas”, sobre la épica vida de las hermanas dominicanas Minerva, Patria y Ma. Teresa Mirabal, cuya fecha de asesinato bajo la dictadura de Rafael Leónidas Trujillo, ha sido elegida por la ONU como la fecha de conmemoración de lucha contra la violencia de género.

## Filmografía

### Dirección
- Los Lunnis y el libro mágico (2019)
- No sé si he sido claro (2017)
- Pequeños héroes (2017)
- Tini: El gran cambio de Violetta (2016)
- El inventor de juegos (2014)
- El Arca (2007), presupuesto:2.080.000 euros[1] recaudación:10.583.534 dólares[2]
- El ratón Pérez (2006) presupuesto:1.865.718,52 euros[3]
- Cóndor Crux (1999)

Creador
- El grito de las mariposas a.k.a The roar of the butterflies (2023)

### Producción
- Un crimen argentino (2022)
- El cuaderno de Tomy (2020)
- La gallina Turuleca (2019)
- Monzón (2019)
- No dormirás (2018)
- Nieve negra (2017)
- Joel (2017)
- Kóblic (2016)
- Peter Capusotto y sus 3 dimensiones (2012)
- Un cuento chino (2011)
- Sudor frío (2011)
- La leyenda (2008)
- La señal (2007)
- Cóndor Crux (1999)

### Producción ejecutiva
- Peligrosa obsesión (2004)
- Patoruzito (2004)
- Un hijo genial (2003)
- Vivir intentando (2003)
- Dibu 3 (2002)

### Efectos visuales
- La puta y la ballena (2003)